# Philippe Fougerolle
Philippe Fougerolle (Champagnat, 26 juin 1806 - Champagnat, 15 avril 1883) est un maçon de la Creuse qui a fondé l'entreprise Fougerolle en 1844. 

## Biographie
La commune de Champagnat située dans le département de la Creuse et la région Nouvelle-Aquitaine est le berceau de la famille Fougerolle.
Léon Chagnaud, autre maçon creusois qui a fondé une grande entreprise de travaux publics, est le beau frère de Philippe Fougerolle, né en 1858, fils du créateur de Fougerolle et décédé en 1930.

## Carrière

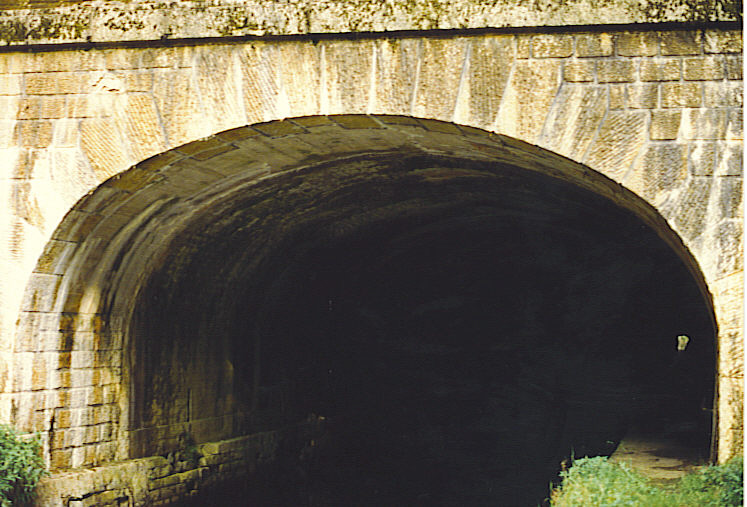
Tunnel de La Collancelle du canal du Nivernais

Le 3 octobre 1844, l'ingénieur des ponts et chaussées de la Nièvre remet à Philippe Fougerolle le sceau royal lors de l'achèvement des travaux du canal du Nivernais. Il est ainsi attesté que Philippe Fougerolle est intervenu sur le canal comme associé d'entrepreneurs ou en son nom propre. Cette attestation lui permettra de soumissionner pour la réalisation de nouveaux ouvrages d'art.
En 1861, Philippe Fougerolle travaille sur le tunnel ferroviaire du Saint-Gothard.
Après fusion avec d'autres entreprises, en particulier en 1992, la société Fougerolle est incluse aujourd'hui dans le groupe Eiffage qui est le troisième groupe de bâtiment et travaux publics français.